# 1998-as Formula–1 monacói nagydíj
A monacói nagydíj volt az 1998-as Formula–1 világbajnokság hatodik futama.

## Futam
Az időmérő edzés legnagyobb meglepetése Giancarlo Fisichella (Benetton-Playlife) volt, aki a harmadik pozíciót szerezte meg a két McLaren mögött. Häkkinen magabiztosan nyert, míg csapattársa, David Coulthard motorhiba miatt kiesett, Schumacher több ütközése miatt a 10. helyen végzett. Fisichella egy helyet javítva második, Irvine harmadik lett.
| Helyezés | #  | Versenyző             | Csapat/Motor        | Futott körök | Idő/Kiesés oka | Rajthely | Pontszám |
| -------- | -- | --------------------- | ------------------- | ------------ | -------------- | -------- | -------- |
| 1        | 8  | Mika Häkkinen         | McLaren-Mercedes    | 78           | 1'51:24,4      | 1        | 10       |
| 2        | 5  | Giancarlo Fisichella  | Benetton-Playlife   | 78           | +11,475        | 3        | 6        |
| 3        | 4  | Eddie Irvine          | Ferrari             | 78           | +41,378        | 7        | 4        |
| 4        | 17 | Mika Salo             | Arrows              | 78           | +1:00,363      | 8        | 3        |
| 5        | 1  | Jacques Villeneuve    | Williams-Mecachrome | 77           | +1 kör         | 13       | 2        |
| 6        | 16 | Pedro Diniz           | Arrows              | 77           | +1 kör         | 12       | 1        |
| 7        | 15 | Johnny Herbert        | Sauber-Petronas     | 77           | +1 kör         | 9        |          |
| 8        | 9  | Damon Hill            | Jordan-Mugen-Honda  | 76           | +2 kör         | 15       |          |
| 9        | 22 | Nakano Sindzsi        | Minardi-Ford        | 76           | +2 kör         | 19       |          |
| 10       | 3  | Michael Schumacher    | Ferrari             | 76           | +2 kör         | 4        |          |
| 11       | 21 | Takagi Toranoszuke    | Tyrrell-Ford        | 76           | +2 kör         | 20       |          |
| 12       | 14 | Jean Alesi            | Sauber-Petronas     | 72           | Váltó          | 11       |          |
| Kiesett  | 12 | Jarno Trulli          | Prost-Peugeot       | 56           | Váltó          | 10       |          |
| Kiesett  | 11 | Olivier Panis         | Prost-Peugeot       | 49           | Kerék          | 18       |          |
| Kiesett  | 10 | Ralf Schumacher       | Jordan-Mugen-Honda  | 44           | Felfüggesztés  | 16       |          |
| Kiesett  | 6  | Alexander Wurz        | Benetton-Playlife   | 42           | Kicsúszás      | 6        |          |
| Kiesett  | 19 | Jan Magnussen         | Stewart-Ford        | 30           | Felfüggesztés  | 17       |          |
| Kiesett  | 7  | David Coulthard       | McLaren-Mercedes    | 17           | Motorhiba      | 2        |          |
| Kiesett  | 18 | Rubens Barrichello    | Stewart-Ford        | 11           | Felfüggesztés  | 14       |          |
| Kiesett  | 2  | Heinz-Harald Frentzen | Williams-Mecachrome | 5            | Ütközés        | 5        |          |
| Kiesett  | 23 | Esteban Tuero         | Minardi-Ford        | 0            | Kicsúszás      | 21       |          |

## A világbajnokság élmezőnyének állása a verseny után
| H  | Versenyzők         | Pont | H  | Konstruktőrök       | Pont |
| -- | ------------------ | ---- | -- | ------------------- | ---- |
| 1. | Mika Häkkinen      | 46   | 1. | McLaren-Mercedes    | 75   |
| 2. | David Coulthard    | 29   | 2. | Ferrari             | 39   |
| 3. | Michael Schumacher | 24   | 3. | Williams-Mecachrome | 16   |
| 4. | Eddie Irvine       | 15   | 4. | Benetton-Playlife   | 16   |
| 5. | Alexander Wurz     | 9    | 5. | Sauber-Petronas     | 4    |

### Statisztikák
Vezető helyen: Mika Häkkinen : 78 (1-78)
Mika Häkkinen 5. győzelme, 5. pole-pozíciója, 5. leggyorsabb köre, 4. mesterhármasa (gy, pp, lk)
- McLaren 112. győzelme.